# 黃極
黃極是垂直於地球繞著太陽的軌道面——黃道面的線與虛擬的天球相交會的點。
黃極有兩個：

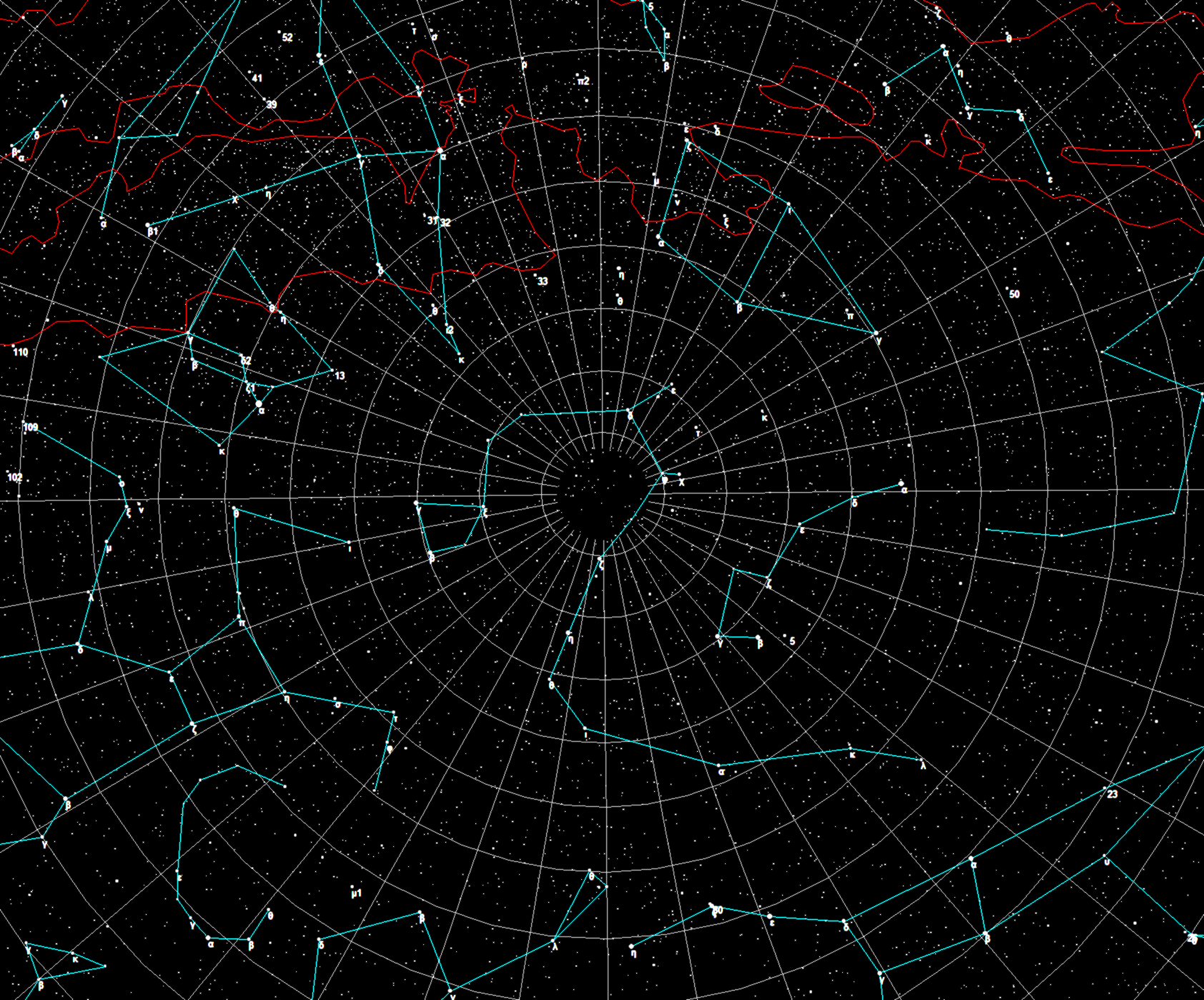
北黃極在天龍座。

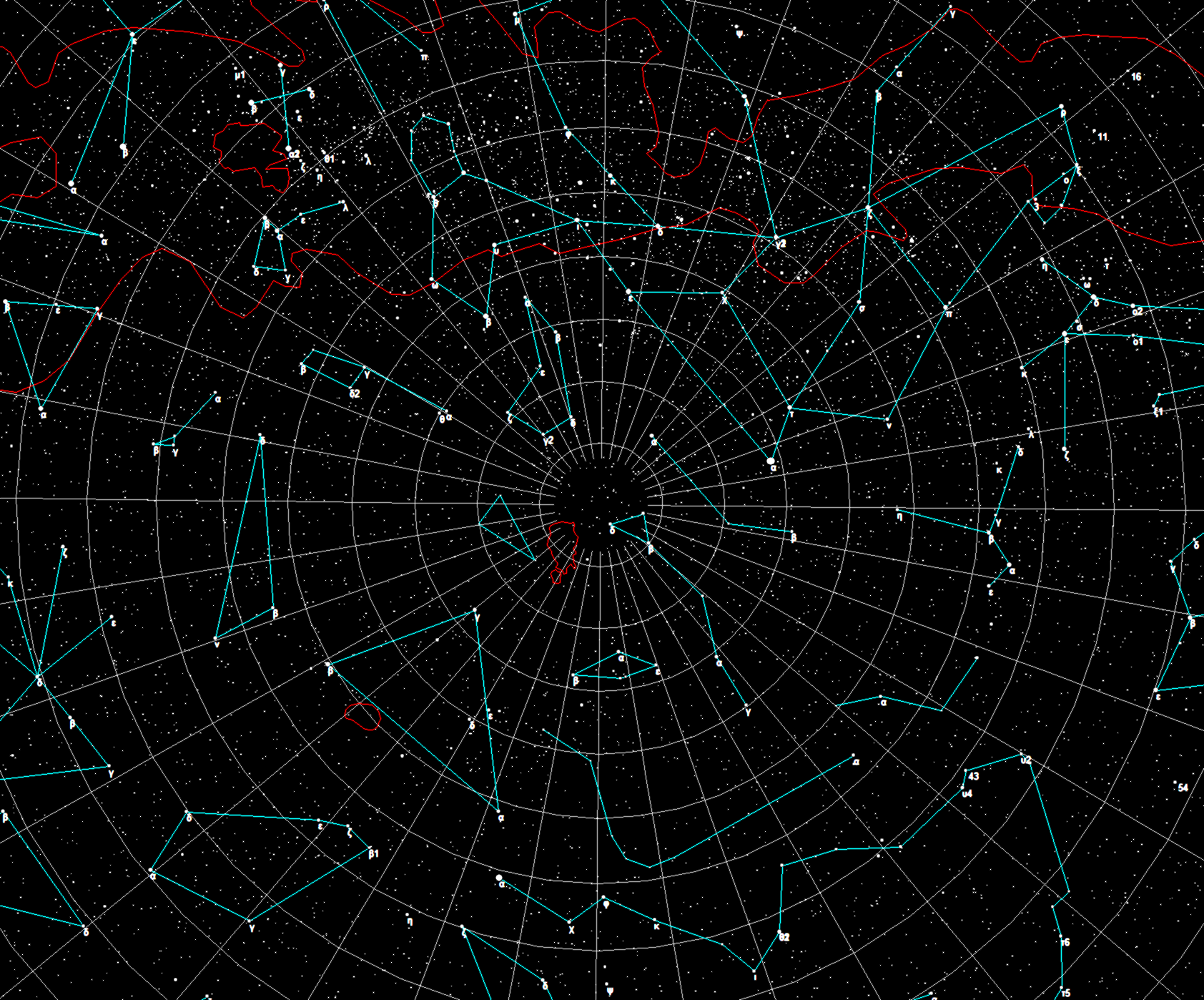
南黃極在劍魚座。

由於歲差，天極以大約25,800年的周期在圓軌道環繞著黃極運動。
黃極在2009年8月26日的座標值是：
- 北黃極：赤經18h 0m 0.0s，赤緯+66° 33′ 38.6″(J2000的精確值)。
- 南黃極：赤經6h 0m 0.0s，赤緯-66° 33′ 38.6″(J2000的精確值)。

當在赤道座標系統中呈現時，這就是地球的轉軸傾角。
黃極不可能位於暗黑天空中的天頂。依據定義，黃極與太陽的位置相距90度，因此當黃極位於天頂之際，太陽必定依然在地平線上。